# Mubarakpur
Mubarakpur es una ciudad y municipio situada en el distrito de Azamgarh en el estado de Uttar Pradesh (India). Su población es de 70463 habitantes (2011). Se encuentra a 13 km al noreste de Azamgarh.

## Demografía
Según el  censo de 2011 la población de Mubarakpur era de 70463 habitantes, de los cuales el 51,3% eran hombres y el 48,7% eran mujeres